# Exposé (fiktiv tv-serie)
Exposé er en fiktiv tv-serie i Lost, med blandt andre Nikki Fernandez på rollelisten. I tredje sæson er afsnit 14 med Nikki & Paulo i centrum, opkaldt efter serien.
Det vides at John Locke og Hugo "Hurley" Reyes fulgte serien.
I fjerde sæson i et Sun flashforward, slukker hun for Exposé og hendes vand går.
| Lost | Spire Denne artikel om tv-serien Lost er en spire som bør udbygges. Du er velkommen til at hjælpe Wikipedia ved at udvide den. |